# Andy McNab
Steven Billy Mitchell pseudonim Andy McNab DCM MM (ur. 28 grudnia 1959) – angielski pisarz i były żołnierz sił specjalnych. 

## Młodość
McNab jako noworodek został porzucony w Guy's Hospital w Londynie, a następnie wychowywał się w rodzinie zastępczej. W roku 1976 po aresztowaniu za drobne kradzieże postanowił wstąpić do wojska.

## Służba wojskowa
Andy McNab wstąpił jako piechur do Royal Green Jackets w wieku 16 lat w 1976 r. Stacjonował w hrabstwie Kent w Anglii, na Gibraltarze oraz w Irlandii Północnej. W 1984 po przejściu selekcji przeniósł się do SAS, gdzie służył do 1993. W tym czasie przebywał w różnych częściach świata; wykonywał między innymi misje niejawne. Podczas wojny w Zatoce Perskiej w 1991 dostał się do niewoli irackiej. Odszedł z wojska w stopniu sierżanta.

## Pisarstwo
Twórczość McNaba to powieści awanturniczo-szpiegowskie zawierające wątki autobiograficzne:

### Wspomnienia
- Bravo Two Zero (1993) – wyd. pol. Kryptonim Bravo Two Zero, Świat Książki 1996.
- Immediate Action (1995) – wyd. pol. Natychmiastowa akcja, Świat Książki 1997.
- Seven Troop (2008)

### Fikcja
Missions
- Remote Control (1998) – wyd. pol. Zdalne sterowanie, Libros: Świat Książki 2000.
- Crisis Four (2000) – wyd. pol. Stan zagrożenia, Libros- Bertelsmann Media 2005.
- Firewall (2000) – wyd. pol. Firewall, Bellona 2005.
- Last Light  (2001) – wyd. pol. Nim zapadnie mrok, Albatros 2003.
- Liberation Day (2002)
- Dark Winter (2003)
- Deep Black (2004)
- Aggressor (2005) – wyd. pol. Agresor, Bellona 2007.
- Recoil (2006) – wyd. pol. Odrzut broni, Bellona 2008.
- Crossfire (2007)
- Brute Force (2008)
- Exit Wound (2009)
- Zero Hour (2011)
- Dead Centre (2012)
- Battlefield 3: The Russian (2011) – wyd. pol. Battlefield 3: Rosjanin, Insignis 2012.

## Telewizja
- Andy McNab's Tour of Duty